# Hermann Eisner (Brauereiunternehmer)

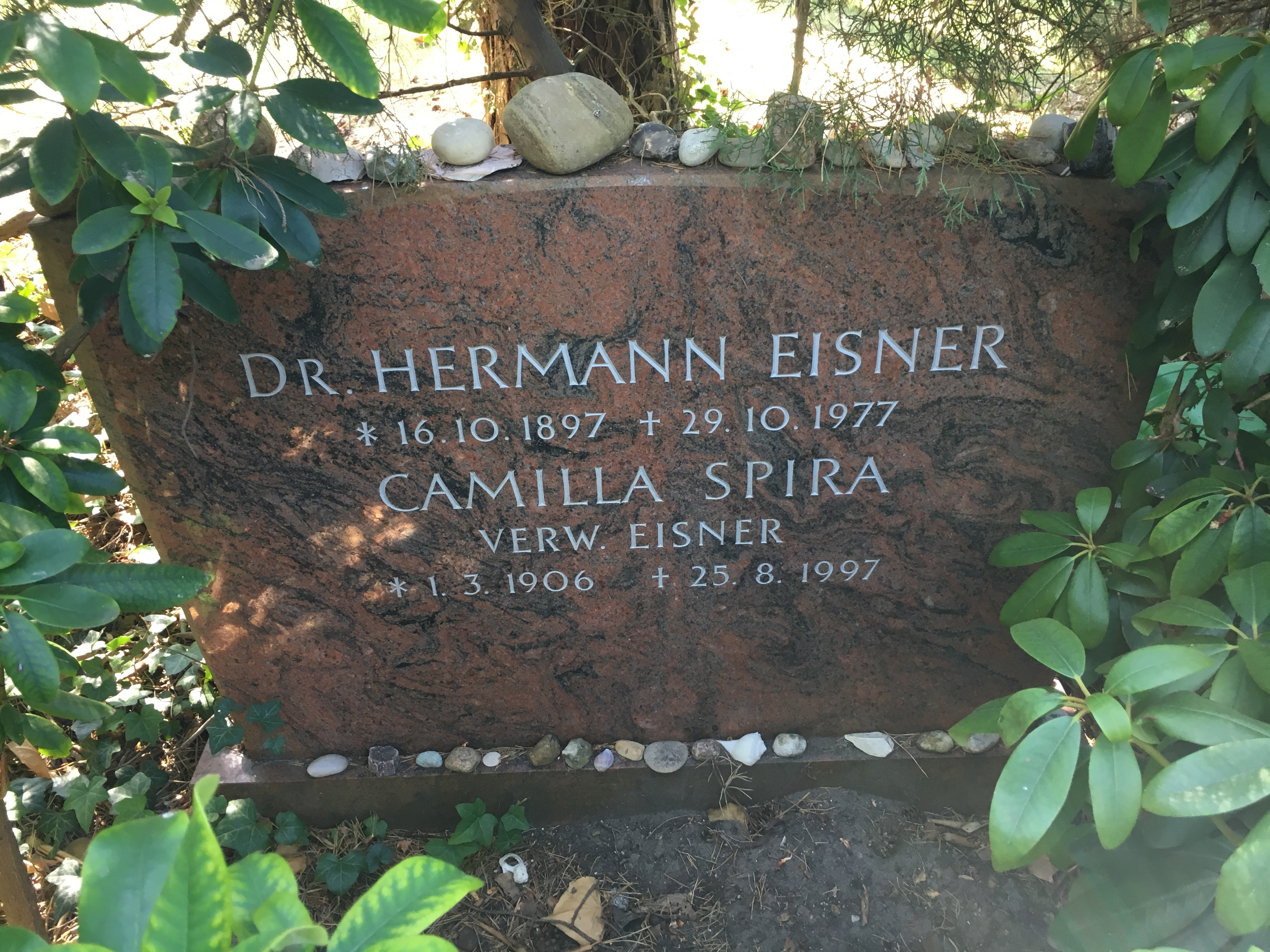
Grabstätte auf dem Waldfriedhof Dahlem

Hermann Eisner (geboren 16. Oktober 1897 in Gleiwitz, Deutsches Reich; gestorben 29. Oktober 1977 in Berlin) war ein deutscher Rechtsanwalt und Brauereiunternehmer.

## Leben
Hermann Eisner war ein Neffe der Frau des Berliner Brauereiunternehmers Ignatz Nacher, dessen Ehe kinderlos war. So wurde Eisner von Nacher an Kindes statt adoptiert. Er studierte Jura in Berlin, wurde 1922 promoviert und wurde in Berlin Rechtsanwalt und Notar. Er trat in das Unternehmen seines Adoptivvaters ein und stieg 1926 zum stellvertretenden Generaldirektor der Engelhardt-Brauerei auf. Er heiratete die Schauspielerin Camilla Spira, sie hatten zwei Kinder.
Nachers Unternehmen wurde in der Zeit des Nationalsozialismus arisiert, und Nacher starb 1939 in der Schweizer Emigration. Eisner engagierte sich im Jüdischen Kulturbund. Er kam Anfang November 1938 mit seiner Frau von einer Reise in die USA, wo sie die Chancen einer Emigration erforschen wollten, nach Europa zurück und musste nach den Novemberpogromen in Amsterdam bleiben, wohin auch seine Kinder mit einem Kindertransport gelangten. Nach der deutschen Besetzung der Niederlande 1940 arbeitete Eisner beim zwangsweise eingesetzten Judenrat Amsterdam. Im Jahr 1943 wurde die Familie im Durchgangslager Westerbork inhaftiert, sie entging der Deportation in das KZ Auschwitz, nachdem es Camilla Spira gelungen war, als uneheliche Tochter eines „Ariers“ anerkannt zu werden, wodurch Eisner als in einer „privilegierten Mischehe“ lebend galt.
Die Eisners kehrten 1947 nach Berlin zurück. Hermann Eisner wurde in Westberlin Vorstandsvorsitzender der Engelhardt-Brauerei und Aufsichtsratsvorsitzender der Vulkanwerke für Brauereibedarf. Er war Vorsitzender des Rechtsausschusses des Deutschen Brauer-Bundes.

## Schriften
- Errungenschaftsgemeinschaft und Abzahlungsgeschäfte : (In welches Gut fällt ein von den Ehegatten vor Eheschluss unt. Eigentumsvorbeh. gekaufter u. nach Eheschluss erworbener Gegenstand?). Breslau, R.- u. staatswiss. Diss., 1922